# Maurice Dufrêne
Maurice Dufrêne, född 1876, död 1955, var en fransk inredningsarkitekt och formgivare.
Dufrêne formgav möbler, textiler, glas, keramik och metallarbeten. Han var en av skaparna av den franska art décostilen. 1921–1941 var han knuten till varuhuset Lafayette.